# Amazilia violiceps
Amazilia violiceps е вид птица от семейство Колиброви (Trochilidae).

## Разпространение
Видът е разпространен в Гватемала, Мексико и САЩ.